# 10718 Samusʹ
10718 Samusʹ (1985 QM5) là một tiểu hành tinh vành đai chính được phát hiện ngày 23 tháng 8 năm 1985 bởi N. S. Chernykh ở Đài vật lý thiên văn Crimean.